# Музей Суворова (Тимановка)
Музей А. В. Суворова в селе Тимановка (Тульчинский район Винницкой области Украины) был создан в 1947 году. Он расположен в доме, где А. В. Суворов жил в 1796—1797 годах. В это время его штаб-квартира находилась в расположенном рядом городе Тульчине.
В Тимановке сохранились суворовские казармы, остатки земляных строений, где А. В. Суворов учил солдат, как штурмовать вражеские укрепления. Здесь Суворов написал свою книгу «Наука побеждать».
Здание музея находится в центре села. В 1954 году возле него был открыт бюст полководца.